# Begonia vuijckii
Espèce
Synonymes
- Begonia robusta var. rubra (Blume) Warb.[2]
- Begonia saxatilis Blume[2]
- Begonia vuijckii Koord.[2]
- Casparya robusta var. rubra (Blume) A.DC.[2]
- Diploclinium rubrum (Blume) Miq.[2]
- Diploclinium saxatile (Blume) Miq.[2]
- Sphenanthera robusta var. rubra (Blume) Hassk.[2]

Begonia vuijckii est une espèce de plantes de la famille des Begoniaceae.
L'espèce fait partie de la section Reichenheimia.
Elle a été décrite en 1912 par Sijfert Hendrik Koorders (1863-1919).

## Répartition géographique
Cette espèce est originaire du pays suivant : Indonésie.